# Colostygia gedrensis
Colostygia gedrensis är en fjärilsart som beskrevs av Louis Beethoven Prout 1937. Colostygia gedrensis ingår i släktet Colostygia och familjen mätare. Inga underarter finns listade i Catalogue of Life.